# 豊田稔
豊田 稔（とよだ みのる、1944年6月5日 - ）は、日本の政治家。北茨城市長（通算6期）。
1995年、市長在職中に収賄容疑で逮捕され、有罪判決を受けたが、2007年に返り咲いた。父親は北茨城市長を3期務めた豊田実。

## 来歴
茨城県出身。北茨城市立富士ヶ丘小学校卒業。日本大学文理学部中退。1981年（昭和56年）3月、北茨城市議会議員に初当選。「豊友グループ」の総帥として北茨城自動車学校など6社の経営に当たる。
1986年（昭和61年）10月29日、北茨城市長の柴田章が任期中に死去。柴田の死去に伴って12月14日に行われた市長選に立候補するも、元助役の松崎龍夫に敗れ次点で落選。
1990年（平成2年）11月18日に行われた北茨城市長選挙に塚原俊平や合化労連の支援を受けて立候補。「10場ものゴルフ場を認めたのは許せない」と松崎市政を激しく批判。梶山静六の支援を受けた松崎との一騎打ちを大差で制し、初当選を果たした。11月30日に豊田派の市議2人が公選法違反の容疑で逮捕されるが、豊田に司直の手は及ばなかった。12月14日、北茨城市長に就任。
1994年（平成6年）11月、再選。同年12月6日、不動産会社グランディー（東京都千代田区）が北茨城市内に計画していたゴルフ場開発にからみ、元市長の松崎が収賄容疑で逮捕された。松崎は12月18日、東京拘置所内で首をつり、翌日死亡した。

### 汚職事件で逮捕
1995年（平成7年）3月、同市のゴルフ場開発にからみ収賄容疑で逮捕された。豊田は1990年の市長選当選直後の同年12月下旬、支援者と共謀して暴力団幹部を介し、支援者宅で前述の不動産会社グランディーから現金5,000万円を受け取った。さらに1991年2月中旬にもグランディーから暴力団幹部宅で現金1億円を受け取った。これら計1億5,000万円の収賄の罪で起訴され、同年5月21日、市長を辞任した。
豊田は裁判で「事実無根」と全面否認。「検察官は法廷で私の目すら見られない」と述べ、強気の姿勢を見せたが、最高裁で懲役2年6月、追徴金7500万円の実刑判決が確定し、刑に服した。
2007年（平成19年）6月10日に行われた北茨城市長選挙に立候補。民主党の支持を受けた前市議の滑川光仁、自営業の松本健一郎ら2候補を破り、市長職に返り咲いた（豊田：10,874票、滑川：9,347票、松本：6,094票）。投票率は65.67％。6月18日、市長就任。
2011年（平成23年）の市長選は自民党と公明党の推薦を受けて立候補し、通算4期目の当選。
2015年（平成27年）5月、通算5期目の当選。同年6月、茨城県市長会長に就任。
2017年（平成29年）5月10日、数ヶ月後に迎える茨城県知事選挙につき、豊田が会長を務める茨城県市長会は現職の橋本昌の推薦を決定。また豊田自身も橋本の選対本部長に就任した。茨城県町村会も橋本の推薦を決めていたが、8月2日、高萩市長の小田木真代、古河市長の針谷力、ひたちなか市長の本間源基、笠間市長の山口伸樹、坂東市長の木村敏文、利根町長の佐々木喜章の6名の市町村長は対立候補の大井川和彦の支援を表明した。豊田は報道陣の取材に対し「機関決定をしたのに、なぜあえて表明までするのか」と不快感を示した。選挙は8月27日に執行され、橋本は落選。翌日の8月28日、「知事選敗北の責任を取る」とし、市長会長職の辞意を表明した。
2019年（令和元年）6月、6期目の当選を果たす。